# 亚专科
亚专科是在医学专科基础上进一步细分和专业化的医学分支。
在医学中，亚专科化在内科、心脏病学、神经病学和病理学、精神病学中尤为常见，并且随着医疗实践的发展而不断发展：
1. 变得更加复杂；
2. 医生的病例量与并发症发生率呈负相关，换言之，并发症发生率往往会随着医生人均病例量的增加而减少[1][2]。